# Пожевниця
Пожевниця (пол. Porzewnica) — село в Польщі, у гміні Мрози Мінського повіту Мазовецького воєводства.
Населення — 38 осіб (2011).
У 1975-1998 роках село належало до Седлецького воєводства.

## Демографія
Демографічна структура станом на 31 березня 2011 року:
|          | Загалом | Допрацездатний вік | Працездатний вік | Постпрацездатний вік |
| -------- | ------- | ------------------ | ---------------- | -------------------- |
| Чоловіки | 18      | 5                  | 13               | 0                    |
| Жінки    | 20      | 4                  | 12               | 4                    |
| Разом    | 38      | 9                  | 25               | 4                    |